# Anders Bonge
Anders Bonge, född 1710, död 1789, var en svensk kyrkomusiker. Han var domkyrkokantor i Göteborg 1733–1787, director musices vid stadens gymnasium samt aktiv i Göteborgs musikliv. Bonge gav ut en koralbok (omkr. 1780).